# Orazio Alfani
Orazio Alfani (Orazio di Domenico; Orazio di Paris Alfani) (Perugia, 1510 – Roma, 1583) è stato un pittore e architetto italiano.

## Biografia

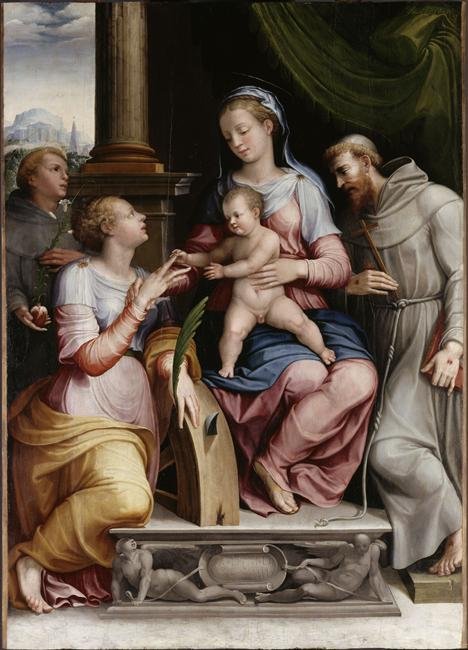
Sposalizio mistico di santa Caterina, 1549, Parigi, Louvre.

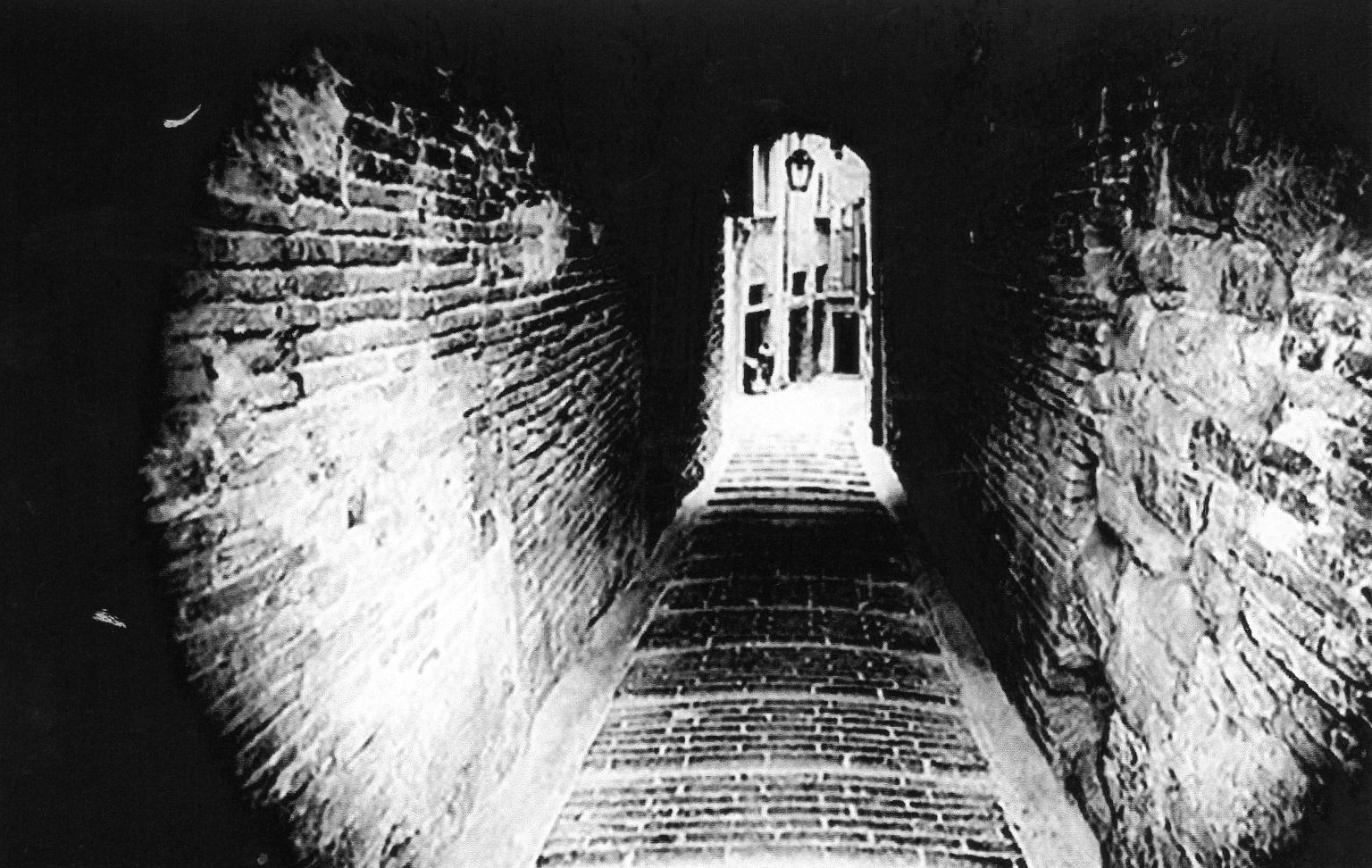
Un vicolo medievale da corso Garibaldi, attraversato dai protagonisti del romanzo di Corrado Spelli, rievoca le oscure atmosfere perugine descritte e da loro vissute.

Artista soprattutto manierista, subì molti influssi dal Rosso Fiorentino, dal Parmigianino e da Raffaellino del Colle.
Veniva da una tradizione familiare legata alla pittura, suo padre Domenico di Paris Alfani e suo fratello Cesare erano, infatti, dei pittori conosciuti a livello locale. Figlio naturale, fu legittimato dal perugino Domenico nel 1520.
 Si dedicò anche all'arte dello stucco e all'architettura. Sebbene meno noto del padre, con cui sempre collaborò, veniva giudicato come uno dei pittori più vicini a Raffaello.
Lavorò per molti anni a Trapani (il tabernacolo nella chiesa dell'Annunziata) e a Palermo, dove prese parte a dei lavori nel duomo (tribuna), nella chiesa di San Pietro Martire e nel palazzo Rau.
Nel 1545, al suo ritorno in Umbria, venne eletto camerlengo dell'Arte dei Pittori e poco dopo gli fu commissionato un san Sebastiano dipinto per la cattedrale di san Lorenzo in Perugia.

Per la chiesa perugina di san Pietro realizzò le seguenti opere: gli affreschi con la vita dei SS. Pietro e Paolo e altri tre dipinti perduti. Insieme all'anziano padre dipinse due tavole per san Francesco al Prato, oltre al ricordato san Sebastiano.
Nel 1573 fondò, insieme a Raffaele Sozi, l'Accademia di Belle Arti, tuttora attiva, seconda solo a quella fiorentina.

Nel 1576, in seguito alla scomparsa di Vincenzo Danti fu nominato pubblico architetto. Contribuì, altresì, alla decorazione del santuario di Mongiovino, presso Panicale, e agli arredi pittorici della chiesa di santa Maria delle Lagrime in Trevi. Dipinse per l'oratorio di san Bernardino una replica della Pala Baglioni di Raffaello Sanzio. Morì nel 1583, a 73 anni, a Roma, dove si era recato per motivi di lavoro e non si conosce il luogo di sepoltura.

Un ipotetico affresco di Orazio Alfani, rinvenuto nella Rocca Paolina, è stato posto al centro delle vicende del paranormal romance "La stanza del dipinto maledetto", dello scrittore bolognese Corrado Spelli. Ambientato nella Perugia d'oggi e dei Baglioni del 1540, il dipinto si ispira alla guerra tra la città e il papa Paolo III. L'atmosfera perugina, nel testo, è spesso fosca, buia, inquietante ed immobile nel Medioevo.